# (5931) Zhvanetskij
(5931) Zhvanetskij (1976 GK3) – planetoida z grupy pasa głównego asteroid okrążająca Słońce w ciągu 5,68 lat w średniej odległości 3,18 j.a. Odkryta 1 kwietnia 1976 roku.